# Indestructible
Indestructible – czwarty album amerykańskiej grupy numetalowej Disturbed. Premiera albumu miała miejsce 3 czerwca 2008 roku. Wydawnictwo zadebiutowało na 1. miejscu listy Billboard 200 w Stanach Zjednoczonych, sprzedając się w ciągu tygodnia od dnia premiery w nakładzie 253 000 egzemplarzy.

## Lista utworów
1. "Indestructible" – 4:35
2. "Inside the Fire" – 3:52
3. "Deceiver" – 3:49
4. "The Night" – 4:46
5. "Perfect Insanity" – 3:56
6. "Haunted" – 4:42
7. "Enough" – 4:20
8. "The Curse" – 3:24
9. "Torn" – 4:09
10. "Criminal" – 4:15
11. "Divide" – 3:36
12. "Facade" – 3:47
13. "Run" (wydanie specjalne) – 3:13
14. "Parasite" (wydanie japońskie) – 3:31